# أحمد العلمي
أحمد العلمي (بالفرنسية: Ahmed Alami)‏ ولد في 15 مارس 1935 بمدينة مكناس في المغرب وهو طبيب وجراح وقد شغل سابقا منصب وزير الصحة.

## الأنشطة المهنية
تقلد أحمد العلمي عدة مناصب ومهن وهي :
- تابع الدراسات العليا في كلية الطب وصيدلية بوردو.
- عمل طبيبا في إقليم مكناس ما بين 1968 و1972.
- اشتغل من 1972 إلى 1973 مديرا لمجلس الوزراء في وزارة الصحة.
- رئيس كونفدرالية الأطباء في المغرب العربي (المغرب والجزائر وتونس سنة 1982).
- رئيس الاستشارة الوطنية للأطباء ما بين 1981 و1985.
- رئيس استشارة ببلدية مكناس-حمرية.
- في 25 فبراير 1995 تولى منصب وزير الصحة بحكومة عبد اللطيف الفيلالي.
- رئيس استشارة بريفيكتوس مكناس-المنزه.
- عمل كنائب رئيس جهة مكناس تافيلالت.
- عضو في مجلس المستشارين بالبرلمان ما بين 1997 و2003.
- تولى منصب الأمين العام لحزب البيئة والتنمية.
- رئيس لجنة الأعمال الثقافية والاجتماعية والتعليمية.
- في 8 غشت 2008 أصبح أمينا عاما وعضوا في لجنة العلاقات العامة لحزب الأصالة والمعاصرة
- في أبريل 2009 تم تعيينه أمينا عاما رسميا لحزب البيئة والتنمية أثناء مؤثمر في مدينة سلا.[1][2]